# Megan Cavanagh
Megan Cavanagh (Chicago, Illinois, 10 de noviembre de 1961) es una actriz estadounidense, reconocida por interpretar a Marla Hooch en A League of Their Own, y por aportar la voz de Judy Neutrón en Jimmy Neutron: Boy Genius y The Adventures of Jimmy Neutron: Boy Genius.

## Carrera
Cavanagh hizo su debut cinematográfico en A League of Their Own, de Penny Marshall, protagonizada por Tom Hanks, Geena Davis y Lori Petty. El crítico de cine Vincent Canby del New York Times incluyó a Cavanagh entre los" excelentes actores del reparto de la película" en una reseña que realizó de la misma.
Después de su debut cinematográfico, Cavanagh fue elegida en dos comedias de Mel Brooks. Los papeles secundarios fueron Broomhilde en Robin Hood: Men in Tights (1993) y Essie en Dracula: Dead and Loving It (1995). Otras películas incluyen papeles de reparto en Junior (1994) de Ivan Reitman, protagonizada por Arnold Schwarzenegger, Danny DeVito y Emma Thompson y en Un gato del FBI, protagonizada por Christina Ricci.